# Mesotrosta
Mesotrosta is een geslacht van vlinders van de familie uilen (Noctuidae), uit de onderfamilie Hadeninae.

## Soorten
- M. ignobilis Boursin, 1954
- M. incerta Staudinger, 1892
- M. signalis (Treitschke, 1829)